# Povoação
Povoação es una villa portuguesa de la isla de São Miguel, en la Región Autónoma de las Azores, con cerca de 2400 habitantes.
Es sede de un municipio con 110,30 km² de área y 6.726 habitantes (2001), subdividido en 6 freguesias. El municipio limita al norte con los municipios de Ribeira Grande y Nordeste, al oeste con Vila Franca do Campo, y al este y al sur tiene costa en el océano Atlántico.
Las fuentes principales de ingresos son la industria, la agricultura y la pesca. En el centro de la ciudad se sitúan pequeños negocios.
Povoação tiene una escuela, un instituto, un gimnasio, bancos, una oficina de correos, un pequeño puerto y una plaza.

## Demografía
| Población del municipio de Povoação (1849 – 2004) | Población del municipio de Povoação (1849 – 2004) | Población del municipio de Povoação (1849 – 2004) | Población del municipio de Povoação (1849 – 2004) | Población del municipio de Povoação (1849 – 2004) | Población del municipio de Povoação (1849 – 2004) | Población del municipio de Povoação (1849 – 2004) | Población del municipio de Povoação (1849 – 2004) |
| ------------------------------------------------- | ------------------------------------------------- | ------------------------------------------------- | ------------------------------------------------- | ------------------------------------------------- | ------------------------------------------------- | ------------------------------------------------- | ------------------------------------------------- |
| 1849                                              | 1900                                              | 1930                                              | 1960                                              | 1981                                              | 1991                                              | 2001                                              | 2004                                              |
| 10558                                             | 11087                                             | 12318                                             | 15064                                             | 8458                                              | 7323                                              | 6726                                              | 6696                                              |

## Geografía

### Organización territorial
Las 9 freguesias (parroquias) de Povoação son:
| Parroquia                 | Población | Área      | Densidad   | Altitud |
| ------------------------- | --------- | --------- | ---------- | ------- |
| Água Retorta              | 497       | 14,97 km² | 33,2 h/km² | 240 m   |
| Faial da Terra            | 377       | 12,69 km² | 29,7 h/km² | 0 m     |
| Furnas                    | 1541      | 33,88 km² | 45,5 h/km² | 303 m   |
| Nossa Senhra dos Remédios | 1072      | 12,66 km² | 84,7 h/km² | 70 m    |
| Povoação                  | 2441      | 26,22 km² | 93,1 h/km² | 60 m    |
| Ribeira Quente            | 798       | 9,88 km²  | 80,8 h/km² | 0 m     |